# آدریان دیوید هیو بیوار

تصویر آدریان دیوید هیو بیوار در میان 2 نفر دیگر

آدریان دیوید هیو بیوار (به انگلیسی: Adrian David Hugh Bivar)، (متولد ۱۹۲۶ – متوفی ۲۰۱۵) (اختصاری A. D. H. Bivar) استاد بازنشسته افتخاری ایران‌شناسی دانشکده مطالعات شرقی و آفریقایی در دانشگاه لندن است. به‌عنوان یک سکه‌شناس و باستان‌شناس، او تخصص ویژه‌ای در شناسایی نشان‌ها و سکه‌های ساسانی و کوشانی، سنگ‌نگاره‌ها، و تاریخچه‌شناسی و نشان‌شناسی میترائی‌گری، تاریخ شاهنشاهی اشکانی و ادبیات فارسی میانه داشت. او از نویسندگان جلد سوم تاریخ ایران کمبریج است.